# 吉耶蒙
吉耶蒙（法語：Guillemont，法語發音：[ɡijmɔ̃]）是法国上法蘭西大區索姆省的一个市镇，属于佩罗讷区。

## 地理
吉耶蒙（50°0'50"N, 2°49'29"E）面积3.27 平方千米，位于法国上法蘭西大區索姆省，该省份为法国北部沿海省份，北起加来海峡省和北部省，西接滨海塞纳省和大西洋英吉利海峡，南至瓦兹省，东临埃纳省。
与吉耶蒙接壤的市镇（或旧市镇、城区）包括：然希、阿尔德库尔欧布瓦、隆格瓦勒、莫尔帕。

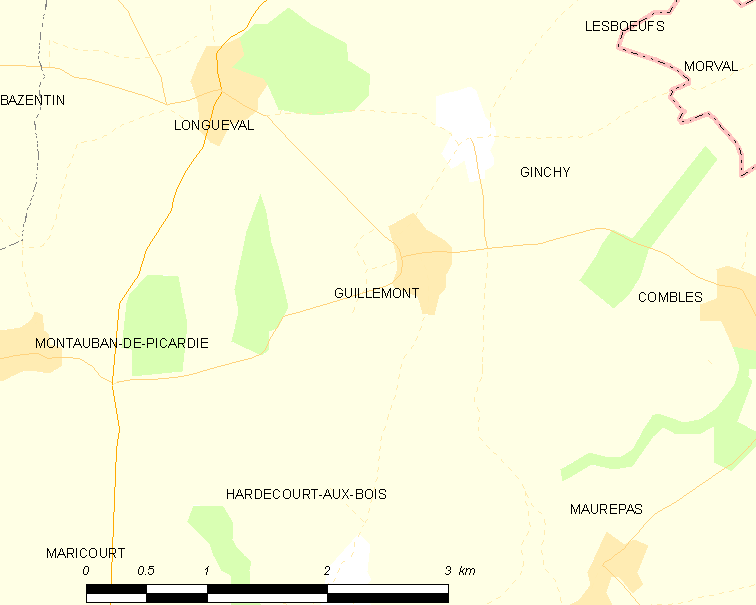
吉耶蒙的OSM定位图

吉耶蒙的时区为UTC+01:00、UTC+02:00（夏令时）。

## 行政
吉耶蒙的邮政编码为80360，INSEE市镇编码为80401。

## 政治
吉耶蒙所属的省级选区为佩罗讷县。

## 人口

1962-2008年间吉耶蒙人口变化图示

吉耶蒙于2022年1月1日时的人口数量为127人。